# Meriones
Meriones je poměrně početný rod z podčeledi pískomilové. Jedná se o drobné hlodavce, které můžeme nalézt převážně na území Mongolska a Číny, mimo to ale také v klecích soukromých chovatelů nebo v zoologických zahradách. Vyhledávají suchá místa v blízkosti lidí nebo polí. Dokáží žít i s malým množstvím vody. Všechny podřazené druhy spojuje malý vzrůst, světle hnědá barva na hřbetě a bílá na břiše. Oči jsou vždy černé, bez viditelného bělma a malé uši jsou umístěny poměrně daleko od sebe na stranách hlavy. Živí se semeny travin, zeleninou, ovocem nebo i zelení. Jedná se o společenská zvířata, ve volné přírodě se vyskytují ve velkých koloniích. Obecně je známý fakt, že se hlodavci dokáží rychle množit a pískomilové z rodu Meriones nejsou výjimkou: pohlavně vyspělí jsou již v 6. týdnu života. Asi nejznámějším zástupcem je pískomil mongolský a pískomil hedvábný.

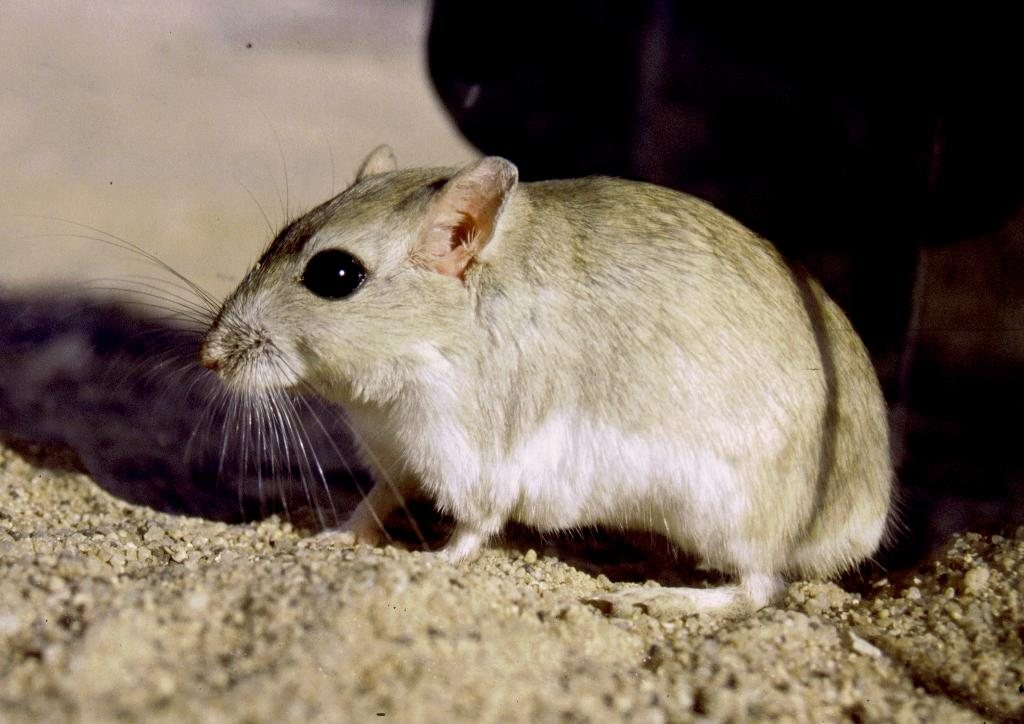
Pískomil hedvábný

## Druhy
- pískomil arabský (Meriones arimalius)
- pískomil turfanský (Meriones chengi)
- pískomil hedvábný (Meriones crassus)
- pískomil Dahlův (Meriones dahli)
- Meriones grandis
- pískomil pouštní (Meriones hurrianae)
- pískomil rudoocasý (Meriones libycus)
- pískomil jižní (Meriones meridianus)
- pískomil perský (Meriones persicus)
- pískomil královský (Meriones rex)
- pískomil Buxtonův (Meriones sacramenti)
- pískomil Shawův (Meriones shawi)
- pískomil tamaryškový (Meriones tamariscinus)
- pískomil Tristramův (Meriones tristrami)
- pískomil mongolský (Meriones unguiculatus)
- pískomil Vinogradoův (Meriones vinogradovi)
- pískomil afghánský (Meriones zarudnyi)